# Culicoides lopesi
Culicoides lopesi är en tvåvingeart som beskrevs av Barretto 1944. Culicoides lopesi ingår i släktet Culicoides och familjen svidknott. Inga underarter finns listade i Catalogue of Life.